# Ducrosia inaccessa
Ducrosia inaccessa là một loài thực vật có hoa trong họ Hoa tán. Loài này được (C.C.Towns.) Pimenov & Kljuykov mô tả khoa học đầu tiên năm 2001.